# Anauel Ngamissengue
Anauel Ngamissengue, né le 3 février 1996 à Brazzaville, est un boxeur congolais-français.

## Carrière en boxe amateur
En tant qu'amateur, il participa aux jeux olympiques d'été de 2016 au sein de l'épreuve masculine des poids moyens, dans laquelle il fut éliminé par Ilyas Abbadi au 1er tour,.
Il est médaillé d'argent des moins de 80 kg aux championnats d'Afrique de boxe amateur 2023 à Yaoundé, s'inclinant en finale contre Peter Mpita Kabeji.

## Carrière en boxe professionnelle
Ngamissengue passe dans les rangs professionnels en 2019 et enchaine 14 succès de suite. Le 5 avril 2025, il affronte Zhanibek Alimkhanuly, champion du monde IBF et WBO des poids moyens, et perd par arrêt de l'arbitre au cinquième round.

## Record de boxe professionnelle
| 15 combats   | 14 victoires | 1 défaite |
| ------------ | ------------ | --------- |
| Par KO       | 9            | 0         |
| Par décision | 5            | 0         |

| Numéro | Résultat | Record | Adversaire               | Type                   | Tour, temps | Date              | Endroit                                                  |
| ------ | -------- | ------ | ------------------------ | ---------------------- | ----------- | ----------------- | -------------------------------------------------------- |
| 15     | Défaite  | 14-1   | Zhanibek Alimkhanuly     | KO technique           | 5 (12)      | 5 avril 2025      | Barys Arena, Astana, Kazakhstan                          |
| 14     | Victoire | 14-0   | Sandro Jajanidze         | KO technique           | 3 (6)       | 8 juin 2024       | Complexe Sportif Alain Mallon, Neuilly-en-Thelle, France |
| 13     | Victoire | 13-0   | Fédor Tcherkachine       | Décision à la majorité | 8           | 26 août 2023      | Stadion Wrocław, Wrocław, Pologne                        |
| 12     | Victoire | 12-0   | Matteo Hache             | KO technique           | 7 (10)      | 25 novembre 2022  | Zenith Metropole, Nantes, France                         |
| 11     | Victoire | 11-0   | Martin Owono             | KO technique           | 4 (6)       | 4 juin 2022       | Complexe Sportif Alain Mallon, Neuilly-en-Thelle, France |
| 10     | Victoire | 10-0   | Jean Nestor Nkoulou Mama | KO technique           | 2 (4)       | 18 décembre 2021  | Palais des Sports, Marseille, France                     |
| 9      | Victoire | 9-0    | Kassimou Mouhamadou      | KO technique           | 4 (8)       | 18 décembre 2021  | Gymnase de la Fighting Academie, Villers-sur-Mer, France |
| 8      | Victoire | 8-0    | Predrag Cvetkovic        | KO technique           | 1 (6)       | 18 septembre 2021 | Casino Tranchant, Villers-sur-Mer, France                |
| 7      | Victoire | 7-0    | Kassimou Mouhamadou      | Décision unanime       | 6           | 3 juillet 2021    | Salle du Haut Dick, Carentan, Manche, France             |
| 6      | Victoire | 6-0    | Kévin Bertogal           | Décision unanime       | 6           | 10 octobre 2020   | Chateau des Rochers, Nogent-sur-Oise, Oise, France       |
| 5      | Victoire | 5-0    | Kévin Bertogal           | Décision unanime       | 6           | 30 juillet 2020   | Cirque Bormann, Paris, France                            |
| 4      | Victoire | 4-0    | Ismaël Seck              | Décision unanime       | 6           | 28 février 2020   | Palais des Sports, Agde, France                          |
| 3      | Victoire | 3-0    | Davit Makaradze          | KO technique           | 4 (6)       | 25 janvier 2020   | Palais des Sports, Orléans, France                       |
| 2      | Victoire | 2-0    | Kamel Benyattou          | KO                     | 1 (6)       | 28 décembre 2019  | Salle Florence Artaud, Lille, France                     |
| 1      | Victoire | 1-0    | Sladjan Dragisic         | KO technique           | 2 (4)       | 19 octobre 2019   | Salle du Lièvre d’Or, Châteauneuf-sur-Loire, France      |